# Barone Keyes
Il titolo di Barone Keyes è un titolo della Parìa del Regno Unito.

## Storia

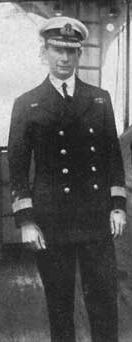
Roger Keyes, I barone Keyes

Il titolo venne creato nel 1943 per il noto comandante navale Admiral of the Fleet Sir Roger Keyes, I baronetto. Egli è noto soprattutto per il suo ruolo nel Raid di Zeebrugge nel 1918, un tentativo della Royal Navy di neutralizzare il porto belga di Zeebrugge che era sede di molti sottomarini tedeschi usati contro le navi britanniche. Keyes era già stato creato Baronetto, di Zeebrugge, e di Dover nella Contea di Kent, nel Baronettaggio del Regno Unito Nel 1919. I titoli sono attualmente detenuti da suo nipote, il III barone che però ha scelto di non servirsene ufficialmente.
Geoffrey Charles Tasker Keyes, figlio primogenito del I barone, venne ucciso nel 1941 durante un tentativo di catturare il generale tedesco Erwin Rommel in Libia. Per quest'azione, Keyes ottenne postuma la Victoria Cross.

## Barone Keyes (1943)
- Roger John Brownlow Keyes, I barone Keyes (1872–1945)
- Roger George Bowlby Keyes, II barone Keyes (1919–2005)
- Charles William Packe Keyes, III barone Keyes (n. 1951).

L'erede presuntivo è il fratello dell'attuale detentore del titolo, Leopold Roger John Keyes (n. 1956)